# Operacja górnośląska
Operacja górnośląska – strategiczna ofensywa Armii Czerwonej na froncie wschodnim II wojny światowej, w dniach 15-31 marca 1945 roku.
Jej celem było zdobycie ośrodków przemysłowych i zasobów naturalnych znajdujących się na Górnym Śląsku. W operacje zaangażowano siły 1 Frontu Ukraińskiego pod dowództwem marszałka Iwana Koniewa. Ze względu na znaczenie regionu dla Niemiec dla ich obrony przerzucono znaczne siły dla wzmocnienia Grupy Armii „Środek”.
Po krwawych walkach siły niemieckie zostały zepchnięte za przedwojenną granicę z Czechosłowacją, a obszar Górnego Śląska był stopniowo przekazywany polskiej administracji cywilnej.

## Tło wydarzeń
W styczniu 1945 roku w wyniku operacji wiślańsko-odrzańskiej Armii Czerwonej udało się na Śląsku przekroczyć przedwojenne granice Niemiec. 1 Front Ukraiński, dowodzony przez marszałka Iwana Koniewa, zatrzymał się nad Odrą. Niemcy utraciły region Katowic, a z wielkich okręgów przemysłowych III Rzeszy pozostały im wyłącznie: Rybnicki Okręg Węglowy oraz region Ostrawy i Karwiny (Zagłębie Ostrawsko-Karwińskie), położony w dzisiejszych Czechach. Strona niemiecka zaciekle broniła tych ziem. W ramach operacji dolnośląskiej nie zmieniła się linia frontu na odcinku opolskim, przez co powstało tam wybrzuszenie linii frontu. Odcinek ten stał się potencjalnie niebezpieczny dla Rosjan, ponieważ Niemcy po skoncentrowaniu tam swoich sił mieliby dogodną pozycję wyjściową dla uderzenia na oblężony Wrocław lub na Górnośląski Okręg Przemysłowy. Z początkiem marca sztab Armii Czerwonej zaczął planować uderzenie, które miało uprzedzić potencjalny niemiecki atak. Według planu wybrzuszenie miało zostać okrążone z dwóch stron, przez jednoczesne uderzenie dwóch zgrupowań – jednego spod Grodkowa i drugiego spod Koźla.
Oba uderzenia miały się przedrzeć do Prudnika, spotkać się tam i tym samym zamknąć całe wybrzuszenie w okrążeniu. W kierunku Prudnika miało zostać skierowanych ponad 400 tysięcy żołnierzy sowieckich.
Do operacji przewidziano 988 czołgów, 1727 samolotów i prawie 6000 dział.

## Operacja „Złote Wrota”
Manewr wojsk Armii Czerwonej polegał na:
- oskrzydleniu wojsk III Rzeszy, usiłujących zamienić Górny Śląsk i Zagłębie Dąbrowskie w twierdzę nie do zdobycia,
- zmuszeniu wojsk III Rzeszy do ucieczki przez pozostawioną i kontrolowaną lukę.

Najcięższe walki toczono na południowy wschód i na zachód od terenów uprzemysłowionych, wzdłuż dróg niemieckiej ewakuacji: Katowice – Pszczyna – Bielsko oraz Katowice – Mikołów – Żory. Armia Czerwona chciała zamknąć w okrążeniu jak najwięcej oddziałów niemieckich 17 Armii. Gdyby im się to udało, mieliby otwartą drogę na tereny Czech i Austrii.
Sowieci zastosowali manewr okrążający główne ośrodki przemysłowe Górnego Śląska, aby uniknąć walk w obszarze silnie zurbanizowanym i przejąć nienaruszone działaniami wojennymi zakłady przemysłowe. Niemcy, widząc niebezpieczeństwo okrążenia 17 Armii, rozpoczęli odwrót z terenów uprzemysłowionych w kierunku Ostrawy. Utrata śląskiego węgla i przemysłu paliwowego oznaczałyby niemożność prowadzenia jakichkolwiek działań wojennych, dlatego Niemcom zależało na utrzymaniu przynajmniej części kopalń i fabryk zlokalizowanych na terenie Śląska Cieszyńskiego i Czeskiego.

### Odtworzenie4 Frontu Ukraińskiego
30 lipca 1944 roku Kwatera Główna Armii Czerwonej wydała dyrektywę o ponownym utworzeniu 4 Frontu Ukraińskiego (20 października 1943 roku w 4 Front Ukraiński przekształcono Front Południowy; istniał on do 31 maja 1944 roku). Na jego czele stanął gen. płk Iwan J. Pietrow (od 26 października 1944 roku gen. armii), doświadczony oficer, który wcześniej walczył na Krymie. Na utworzeniu tego frontu zależało generałowi Iwanowi Koniewowi, dowódcy 1 Frontu Ukraińskiego, który obawiał się, że jego wojska nie podołają prowadzeniu równoczesnej ofensywy w kierunkach południowym i zachodnim.
Od 8 września do 28 października 1944 roku, 4 Front Ukraiński wspólnie z 1 Frontem Ukraińskim, brał udział we wschodnio-karpackiej operacji strategicznej, która objęła teren Ukrainy Zakarpackiej, południowej Polski i Słowacji. Jednym z najbardziej znanych epizodów były krwawe walki o Przełęcz Dukielską, w których uczestniczyli również żołnierze utworzonego w ZSRR 1 Czechosłowackiego Korpusu Armijnego. W ramach zaplanowanej na styczeń 1945 roku zachodniokarpackiej operacji strategicznej, front miał zająć północne Karpaty i Pogórze Karpackie. Następnie planowano uderzyć na położone na lewym brzegu Olzy, w czeskiej części Śląska, Zagłębie Karwińsko-Ostrawskie.
Na początku 1945 roku 4 Front Ukraiński tworzyły trzy armie:
- 38 Armia (ZSRR) gen. płk. Kiriłł Moskalenko,
- 1 Armia Gwardii gen. płk. Andriej Grieczko,
- 18 Armia (ZSRR) gen. lejt. A.I. Gastiłowicza (oficerem politycznym w tej armii był gen. mjr Leonid Breżniew, późniejszy sekretarz generalny KC KPZR).

Były one wspierane z powietrza przez 8 Armię Lotniczą (553 samoloty myśliwskie i szturmowe) gen. lejt. Wasilij Żdanow.
Front liczył dwanaście dywizji piechoty w pięciu korpusach. Jednak stan dywizji nie przekraczał 3 tysięcy ludzi. Wojskom tym nie przydzielono odwodów Naczelnego Dowództwa posiadały stosunkowo niewiele broni pancernej. Zadaniem frontu było zapewnienie połączenia pomiędzy uderzającym z Polski na Berlin, centralnym zgrupowaniem Armii Czerwonej (1 Front Białoruski i 1 Front Ukraiński) a zgrupowaniem południowym (2 Front Ukraiński i 3 Front Ukraiński). Teren, w którym planowano prowadzić natarcie, był górzysty i pokryty lasami. Atak miał się odbywać w tempie 33 km na dobę.

### Działania1 Frontu Ukraińskiego
Zadanie wyzwolenia Górnego Śląska i Zagłębia Dąbrowskiego (powojenna nazwa ekonomiczna: Górnośląski Okręg Przemysłowy) decyzją dowódcy frontu powierzono:
- 21 Armii (ZSRR),
- 59 Armii (ZSRR),
- 60 Armii (ZSRR),
- 3 Armii Pancernej Gwardii.

59 Armia, którą dowodził gen. Iwan Korownikow, otrzymała rozkaz natarcia czołowego w kierunku Starczynowa koło Olkusza, Katowic, Bytomia i Gliwic, mając za granicę działań swojej prawej flanki, linię wytyczoną miejscowościami Miechów i Bytom. Początkowym zadaniem armii było opanowanie rubieży miast Będzina, Sosnowca i Mysłowic. W dalszym ciągu operacji armia miała wyjść na linię Mikołów, Bytom, Zabrze i w ten sposób zająć najważniejsze ośrodki przemysłowe Górnego Śląska. Następnie miała rozwinąć natarcie w kierunku Koźla, sforsować Odrę i uchwycić przyczółek na jej zachodnim brzegu. W ten sposób zamierzano stworzyć warunki do natarcia w głąb Dolnego Śląska.

#### Skład bojowy 59 Armii
Działa ona nadal w składzie:
- 43 Korpus Strzelecki (ZSRR),
- 115 Korpus Strzelecki (ZSRR),
- 4 Korpus Pancerny Gwardii.

Po otrzymaniu zadań, dowódca armii szybko podjął decyzje operacyjne. Wpływ na nie miał fakt dysponowania przez sztab dostatecznymi danymi o znajdujących się naprzeciwko siłach i systemie obrony III Rzeszy. W pasie natarcia 59. Armii działały następujące jednostki niemieckie:.

#### Siły Wehrmachtu
- 75 Dywizja Piechoty,
- 97 Dywizja Piechoty Lekkiej,
- 20 Dywizja zmotoryzowana,
- 2 Pułk obrony „Ostland”,
- 8 Brygada saperów,
- 68 Dywizja Piechoty – niekompletna,
- 304 Dywizja Piechoty – niekompletna.

Łącznie Niemcy posiadali 30 batalionów piechoty, ponad 200 czołgów i dział pancernych oraz wsparcie 13 dywizjonów artylerii, mających ponad 260 dział różnych kalibrów i 160 moździerzy. Dowództwo Grupy Armii Środek mogło także skierować do boju około 200 samolotów oraz trzy dywizje piechoty i dwie dywizje pancerne, znajdujące się w odwodzie operacyjnym na zachód od Bytomia.
Dowódca 59. Armii gen. Iwan Korownikow podjął następujące decyzje: przerwać obronę przeciwnika na rubieży rzek Przemszy i Białej Przemszy, wykonać główne natarcie skrzydłami 43 i 115 Korpusów Strzeleckich oraz siłami 4 Korpusu Pancernego Gwardii na ogólnym kierunku – Mysłowice, Katowice – rozbić broniące się zgrupowanie nieprzyjaciela i opanować rubież Będzin – Sosnowiec – Mysłowice. W dalszej kolejności oddziały miały nacierać w kierunku Katowic i Gliwic, opanować miasta Chorzów, Bytom i wyjść na rubież Zabrze – Mikołów. Zadaniem 43. korpusu Strzeleckiego, który w pierwszym rzucie miał dwie dywizje, a w drugim 13 Dywizję Strzelecką, było skoncentrowanie wysiłków na swym lewym skrzydle i natarcie w kierunku Sławkowa i Sosnowca, potem przerwanie niemieckiej obrony na rzece Biała Przemsza i opanowanie Dąbrowy Górniczej, Będzina oraz Sosnowca. Korpus następnie miał nacierać w kierunku Bytomia.

#### Przygotowania obronne
Niemcy przekształcili miasto Bytom w silny punkt oporu, zakładając na drogach wylotowych zapory przeciwczołgowe, a w centrum miasta liczne bunkry obronne i inne przeszkody. W mieście skoncentrowano oddziały regularnego wojska, a jednostki Volkssturmu wysunięto na przedpole pozycji Wehrmachtu. W ostatnim momencie dotarła do Bytomia od strony Tarnowskich Gór grupa czołgów z 20 Dywizji Pancernej. W wyniku ruchów oskrzydlających Armii Czerwonej obrona miasta kurczyła się coraz bardziej. W nocy z 26 na 27 stycznia bezpośrednia linia walk przebiegała od Miechowic przez Lasek Bytomski, tor kolejki wąskotorowej, Radzionków, tor kolejowy w Szarleju do północnej części dzielnicy Rozbark i dalej aż do Brzezin. 27 stycznia rozpoczęła się intensywna akcja bojowa. Od strony Szarleja dochodziły odgłosy walk czołgów, a dowództwo niemieckie ogłosiło alarm przeciwlotniczy. Mosty zostały przygotowane do wysadzenia. Gdy radziecki czołg zbliżył się do mostu, obok przystanku w Szarleju, niemieccy saperzy zniszczyli most, uniemożliwiając w tym miejscu przedarcie się czołgów do miasta. Wobec tego jednostki radzieckie przystąpiły do ataku w kierunku Wielkiej Dąbrówki. Równocześnie pozycje niemieckie znalazły się pod ogniem ciężkiej artylerii Armii Czerwonej. W tych warunkach pierścień niemieckiej obrony popękał, a obrońcy wycofali się z przedpola do miasta. Do wieczora niemiecki opór został złamany. 27 stycznia 1945 – miasto Bytom zostało zajęte. Niemcy usiłowali jeszcze stworzyć z niedobitków Volkssturmu linię oporu między Piaśnikami a Świętochłowicami, ale nazajutrz dowódca tej „linii obrony” zwinął ją i podążył za ogólną falą odwrotu przez Katowice – Tychy w kierunku Pszczyny.

#### Straty
W walkach o Bytom straty wyniosły 350 żołnierzy po stronie sowieckiej oraz około 700 żołnierzy po stronie niemieckiej. Starcia spowodowały, że Bytom poniósł stosunkowo duże straty. Zniszczeniu uległo 478 domów mieszkalnych, 143 obiekty gospodarcze, 35 obiektów przemysłowych i 80 budynków użyteczności publicznej[potrzebny przypis].

#### Dalsze działania
Po zajęciu Katowic, Bytomia i Gliwic działania bojowe były kontynuowane na południowy zachód od tych miejscowości. Walki toczyły się u wrót otwartego jeszcze „górnośląskiego kotła”. Między Rybnikiem, a Żorami niemieckie oddziały, mające ostatnią szansę ratunku, uderzały z rozmachem w rzekomo zamykający się pierścień wojsk Armii Czerwonej. Walka była dynamiczna. Jednostki radzieckie zręcznie pozorowały obronę, stawiając krótki opór, a następnie wycofywały się. W otwarty korytarz między Rybnikiem, a Raciborzem wlewał się strumień wycofujących Niemców. Panował tam bałagan i chaos. Sztaby traciły łączność ze swymi jednostkami, pododdziały mieszały się w panice. Zanikała pedantyczna i skrupulatna niemiecka numeracja dywizji i pułków, oddziały określało się już tylko nazwiskiem, czasem nawet tymczasowego dowódcy. Przez Racibórz, Opawę i Ostrawę wycofywały się niedobitki wojsk gen. Schulza. W popłochu i w panice oddziały niemieckie umykały na południe, ale ich dowództwo poczytywało to sobie za zasługę.

### Działania 4 Frontu Ukraińskiego
Ze strony radzieckiej w walkach wzięły udział oddziały 60 Armii 1 Frontu Ukraińskiego oraz 38 Armii 4 Frontu Ukraińskiego. Ze strony niemieckiej w walkach o Rybnik brała udział 8 Dywizja Pancerna.
Od 27 stycznia do 24 marca 1945 roku trwała bitwa o Żory. Pozycje obronne Wehrmachtu wyznaczono na linii Żory – Pawłowice.
24 marca 1945 roku zmasowane natarcie radzieckiej 38 Armii pod dowództwem gen. Kiriłła Moskalenki i 1 Czechosłowackiej Samodzielnej Brygady Pancernej pod dowództwem ppłk. Vladimíra Janko doprowadziło do zajęcia miasta. Na skutek walk 80% zabudowy miasta zostało zburzone. Skala zniszczeń wynikała z faktu, że władze radzieckie podjęły decyzję, aby 1 Front Ukraiński pod dowództwem marszałka Iwana Koniewa zajął uprzemysłowiony obszar Górnego Śląska minimalizując własne straty. Ofensywa wojsk radzieckich polegała na częściowym okrążeniu wojsk niemieckich i pozostawieniu im jedynie wąskiej gardzieli, przez którą mogli się ewakuować w kierunku Żor i Wodzisławia.
17 marca natarcie 4 Frontu Ukraińskiego utknęło. W tym czasie nacierająca na prawym skrzydle 60 Armia 1 Frontu Ukraińskiego walczyła już w rejonie Raciborza. Jej sukcesy stworzyły warunki do wykonania głównego uderzenia na Ostrawę od północy przez Żory i Wodzisław Śląski. Rada Wojenna frontu zaakceptowała koncepcję obejścia umocnień przeciwnika od północnego zachodu i uderzenia na Ostrawę z innego kierunku.
Front wznowił działania 24 marca. Dwa dni wcześniej zaatakowała 1 Armia Gwardii, aby z kierunku głównego uderzenia odciągnąć część sił niemieckich, broniących się przed oddziałami 38 Armii. 24 marca armia gen. Moskalenki zdobyła Żory, a dzień później Wodzisław. W okolicach tego miasta weszła do walki czechosłowacka 1 Samodzielna Brygada Pancerna. Pierwotnie jednostka miała uderzyć w wyłom w niemieckiej obronie (którego jednak nie udało się wykonać 10 marca), aby nacierać w kierunku Cieszyna. W powietrzu operowała 1 Czechosłowacka Połączona Dywizja Lotnicza – dowódca płk Ludvík Budín, składająca się z pułku myśliwskiego wyposażonego w Ła-5FN oraz pułku szturmowego na Ił-2. Dywizja stacjonowała na lotnisku polowym Poręba, 6 km na zachód od Pszczyny. Ostatni lot bojowy podczas II wojny, światowej czeskie Iły wykonały 2 maja. Celem nalotu był dworzec kolejowy w Cieszynie, gdzie zniszczono skład amunicji, parowozownię i 35 wagonów.
26 marca radzieckie najwyższe dowództwo odwołało dowódcę 4 Frontu Ukraińskiego, a kilka dni później jego szefa sztabu. Wcześniej gen. Pietrow otrzymał na piśmie upomnienie podpisane m.in. przez Stalina, który nie był zadowolony ze sposobu dowodzenia i wyników operacji prowadzonych przez 4 Front Ukraiński. Podczas rozpoczętego 10 marca natarcia większa część sztabu Frontu znajdowała się 130 km z tyłu. Na czele frontu stanął gen. A. Jeriomienko. Jego wojska zasiliła 60 Armia ze składu 1 Frontu Ukraińskiego. 2 kwietnia oddziały radzieckie przekroczyły Odrę i tempo działań osłabło. Działania odciążające prowadziły także dwie pozostałe armie frontu. Niemcy jednak w górskim terenie stawiali zacięty opór. Dopiero 5 kwietnia nacierająca na lewym skrzydle frontu 1 Armia Gwardii zdobyła Żywiec. Gwardziści nacierali w kierunku Frysztatu i Karwiny z zamiarem obejścia Ostrawy od południa. Ataki z marszu zostały zatrzymane. Niemcy nie bacząc na straty, kontratakowali na styku 38 i 1 Armii, ale zostali zatrzymani. Posiłki ściągali z Górnego i Dolnego Śląska, zgadzając się nawet na osłabienie sił walczących z 1 Frontem Ukraińskim. Świadczy to o ich determinacji, by obronić Bramę Morawską i powstrzymać dalsze uderzenia Armii Czerwonej w kierunku Pragi.

#### Działania 38 Armii
Strategicznego odcinka broniły elitarne niemieckie jednostki wzmocnione 59 Armią, XI Korpusem SS 17 Armii, 8 Dywizją Pancerną i 20 Dywizją Pancerną.
31 stycznia radziecka 38 Armia otrzymała rozkaz zdobycia Bielska. Ze względu na to, że miasto było ważnym ośrodkiem przemysłowym postanowiono nie używać artylerii ani lotnictwa bombardującego . Skutkiem było ocalenie miasta od całkowitego zniszczenia, ale zdobywanie miasta w walkach ulicznych spowodowało wielkie straty w szeregach Rosjan. 1 lutego rozpoczęło się natarcie. Oddziały 121 Dywizji Strzeleckiej natarły na Lipnik Górny, broniony przez 140 czołgów i dział szturmowych. Wskutek zaciekłej obrony front w dniach 1–10 lutego posunął się tylko o 12 km. 9 lutego 276 Dywizja Strzelecka (ZSRR) obeszła Bielsko od południa, natomiast 271 Dywizja Strzelecka opanowała Leszczyny. W dniach 10 i 11 lutego 574 i 383 pułki 121 dywizji toczyły krwawe walki w mieście. 10 lutego udało się dotrzeć Rosjanom do centrum. 12 lutego likwidowane były ostatnie gniazda oporu. 13 lutego radzieckie armie wyzwoliły Jaworze. Jednak na linii Żywiec, Strumień, Jaworze i Skoczów front się zatrzymał, gdyż Niemcy przeszli do kontruderzenia. Rozpoczęły się krwawe walki pozycyjne, które trwały do początku maja 1945 roku.
Podczas walk o rejon bielski zginęło 15 340 żołnierzy radzieckich.

### Działania 1. Frontu Ukraińskiego

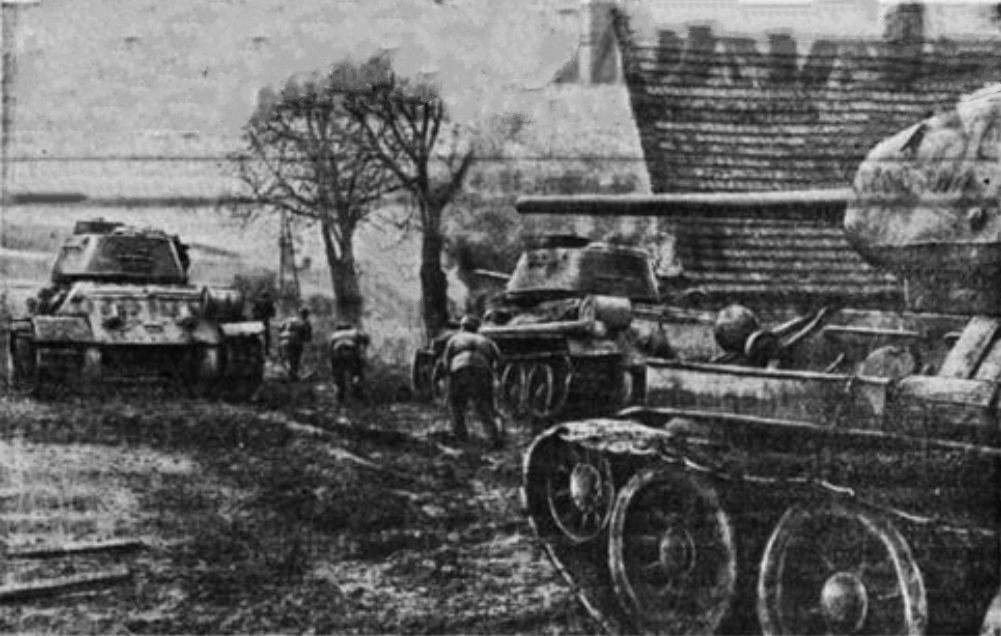
25 Gwardyjska Brygada Zmechanizowana w natarciu na Prudnik

15 marca 1945 r. rozpoczęła się operacja górnośląska prowadzona przez 1 Front Ukraiński. Uderzenie nastąpiło z Polskiej Cerekwi, Głubczyc i Grodkowa.
Celem Armii Czerwonej było okrążenie i rozbicie niemieckich wojsk, a następnie połączenie się w okolicach Prudnika. 17 marca Sowieci po ciężkich walkach przekroczyli rzekę Osobłoga i zdobyli Racławice Śląskie. Tego dnia miasto było wzięte w dwa ognie, od strony Szonowa i Koźla oraz od strony Krapkowic.
Dowództwo garnizonu miasta postanowiło skoncentrować wszystkie siły w okolicach Błażejowic, Mionowa i Zawady. 18 marca Głogówek został zbombardowany przez sowiecki samolot. Zniszczeniu uległy kamienice na rynku, ratusz, roszarnia i magazyny na ulicy Fabrycznej. W tym dniu oddziały rosyjskie nacierające od zachodu połączyły się w Prudniku z podążającymi od wschodu z Racławic Śląskich jednostkami pancernymi 59 Armii gen. Rybałki.

#### KociołGłogówek
W okolicach Głogówka okrążono:
- 344 Dywizję Piechoty pod dowództwem gen. Erwin Jollassego(inne języki) (jego poprzednik gen. Georg Koßmala zginął w Nowym Browińcu),
- 18 Dywizję Grenadierów Pancernych SS Horst Wessel pod dowództwem rannego pułkownika SS Georga Bochmanna,
- resztki 168 Dywizji Piechoty,
- 20 Estońską Dywizję Grenadierów SS gen.-majora Franza Augsbergera, która wycofywała się spod okolic Niemodlina.

344 Dywizja osłaniała ewakuację i ochronę kosztowności (dokumenty, papiery wartościowe, złoto itp.) z Górnego Śląska. W skład taboru wchodziła duża liczba ciężarówek wojskowych (trudna do oszacowania). Tabor w drugiej dekadzie marca 1945 stacjonował na dziedzińcu zamkowym i w parku, podczas przebicia z kotła został porzucony. Zawartość ładunku jest nieznana.
W związku z zaistniałą sytuacją, postanowiono ewakuować z miasta pod wieczór 17 marca pozostałych żołnierzy, rannych i uchodźców w kierunku Błażejowic. Kiedy pierwsi sowieckie jednostki zbliżały się do wsi Wierzch, stało się jasne, że jedynym rozwiązaniem będzie próba przebicia w kierunku Racławice Śląskie – Osobłoga, w której znajdowały się wojska niemieckie. W komunikacie radiowym przesłanym do dowództwa XXIV Korpusu Armijnego gen. Erwin Jollasse poinformował o rozpoczęciu wyłomu na Racławice Śląskie o godz. 17.00. Warunkiem powodzenia akcji było utrzymanie miejscowości Wierzch i zabezpieczenie odwodów w okolicy Zawada i Leśnik. Podczas zaciętych walk o wieś po obu stronach zginęło wielu żołnierzy, uchodźców i mieszkańców. Atutem niemieckich wojsk była dobrze rozlokowana artyleria, która skutecznie powstrzymała sowieckie natarcie. Zniszczono kilka sowieckich czołgów. Sukces wojsk niemieckich był jednak bardzo kosztowny. Musiano pozostawić ciężki sprzęt, pojazdy, ciężarówki, armaty oraz ostatnie działa szturmowe, które zalegały na odcinku kilku kilometrów. Ostatnie walki miały miejsce w samych Racławicach Śląskich, gdzie Sowieci niespodziewający się ataku pozostawili niewielkie siły. Wojsko razem z uchodźcami (można przypuszczać, że było ich kilka tysięcy) utworzyło falę, która przetoczyła się przez wąską lukę rosyjskiego frontu. Nie wszystkim żołnierzom niemieckim udało się przebić przez tak zwany „kocioł”. Znane są przypadki (chodzi głównie o Estończyków z 20 Dywizji Grenadierów Waffen-SS), gdy żołnierze, którzy osłaniając tyły nie zdążyli się przebić, tworzyli więc odizolowane punkty oporu. Wieczorem 19 marca cała gmina Głogówek była w rękach sowieckich.

## Zniszczenia

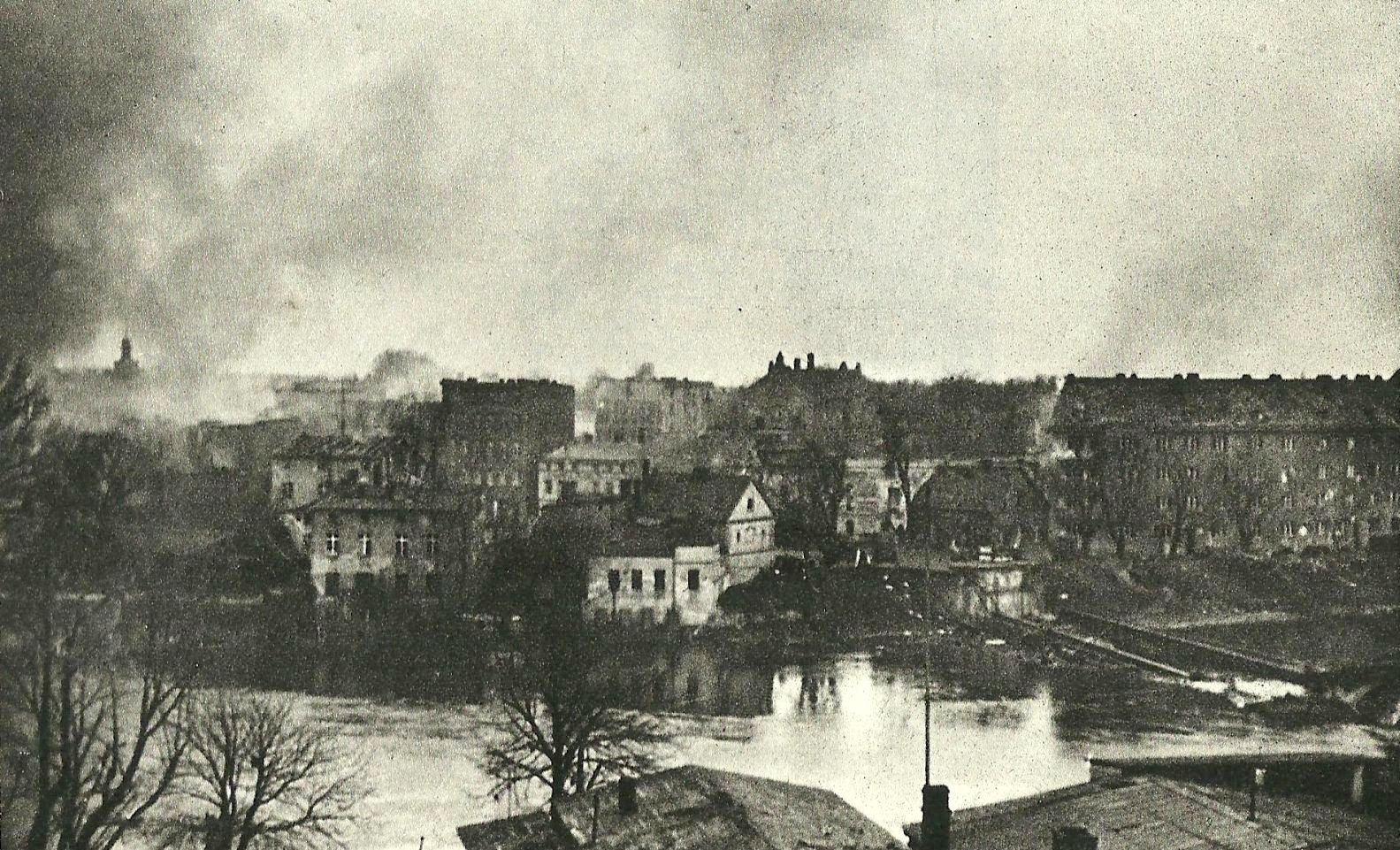
Opole, powojenna panorama Zaodrza. Większość budynków widocznych na zdjęciu zostało zburzonych. Widoczny zerwany Most Stulecia.

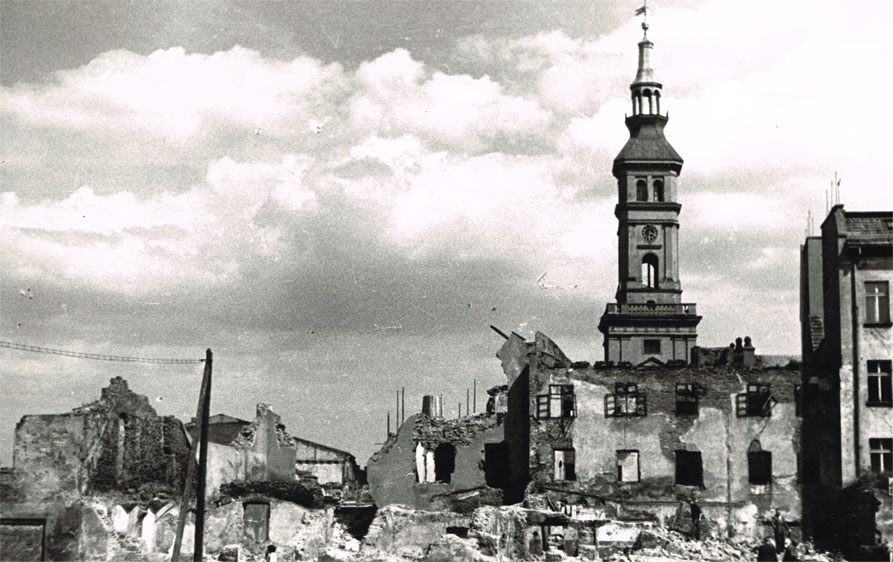
Rynek w Prudniku po zbombardowaniu

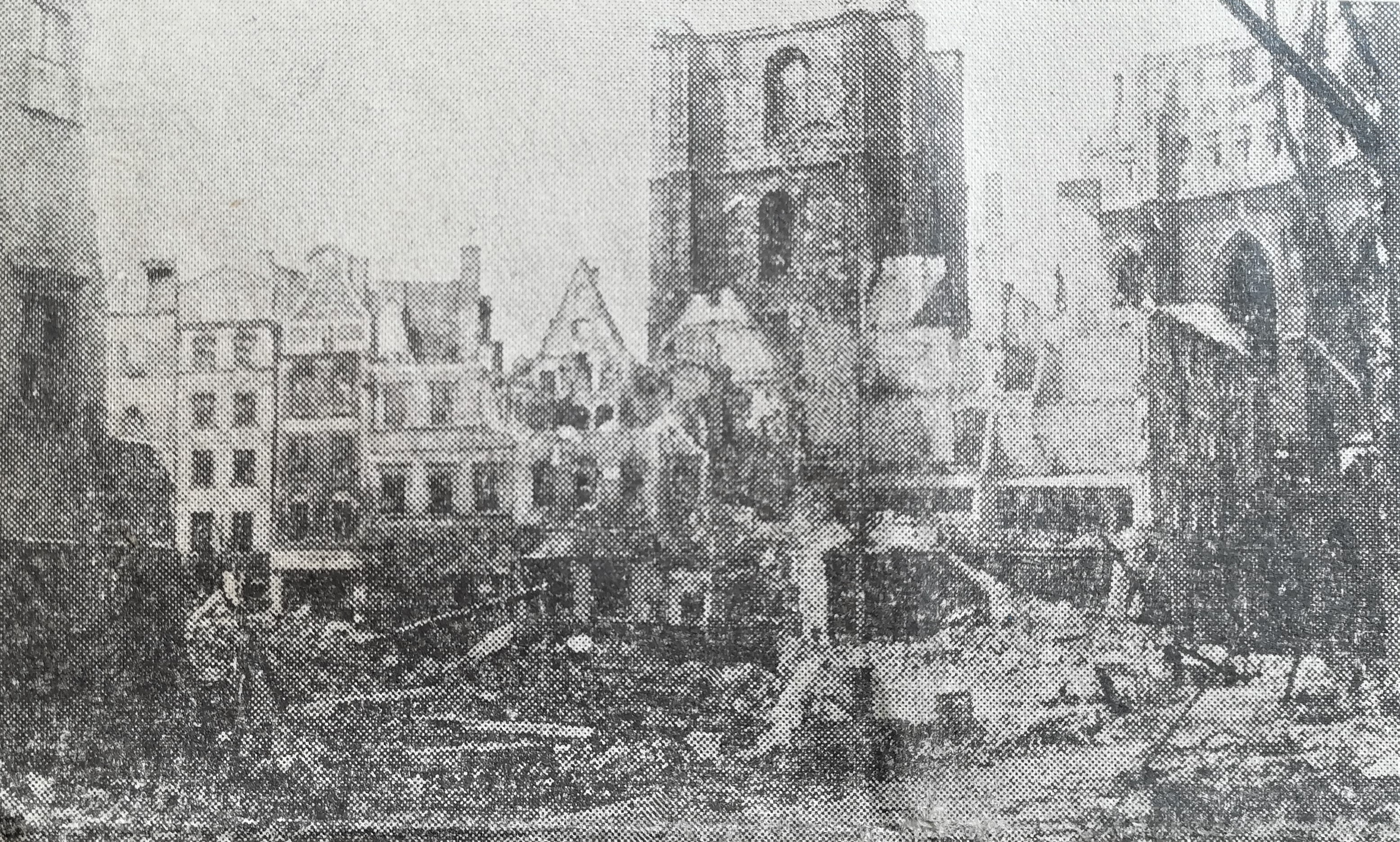
Nyski rynek po wojnie

Zniszczenia dotknęły następujące miejscowości:
- Gliwice – 23/24 stycznia 1945, zostały zniszczone i zajęte przez Armię Czerwoną jako pierwsze z dużych miast niemieckiego Górnego Śląska. Zostały uszkodzone 978 budynki, czyli 20% zabudowy miasta[4].
- Brzeg – w trakcie walk od 23 stycznia do 6 lutego 1945 poważnie uszkodzono Most Odrzański, a Stare Miasto z szeregiem cennych zabytków legło w gruzach, ogółem zniszczeniu uległo 70% zabudowy miejskiej[5].
- Katowice - 27 stycznia 1945, miasto zostało zajęte przez Armię Czerwoną, a kwartał kamienic przy Rynku został spalony i splądrowany[6]. Miały miejsce wywózki mieszkańców miasta do sowieckich kopalń w Workucie i Donbasie.
- Bytom - 27 stycznia 1945, na skutek oporu wojsk niemieckich, Bytom dotknęły stosunkowo duże straty. Zniszczeniu uległo 478 domów mieszkalnych, 143 obiekty gospodarcze, 35 obiektów przemysłowych i 80 budynków użyteczności publicznej.
- Chorzów - 28 stycznia 1945.
- Prudnik – od 17 marca linia frontu aż do końca wojny, czyli do 8 maja 1945 r. znajdowała się nad Złotym Potokiem w Moszczance. W wyniku bombardowania przez lotnictwo radzieckie zniszczono Rynek, Plac Farny i Plac Zamkowy. Wcześniej, podczas ostrzeliwania miasta, Sowieci trafili w kilka domów na ul. Kolejowej i kościół Świętych Apostołów Piotra i Pawła. Wskutek wybuchu bomby podczas bitwy zginął SS-Obersturmbannführer Franz Augsberger – dowódca estońskiej 20 Dywizji Grenadierów SS, która broniła miasta.
- Głubczyce – 18 marca 1945, miasto zostało otoczone przez wojska radzieckie. Broniły go 18 Ochotnicza Dywizja Grenadierów Pancernych SS Horst Wessel i 371 Dywizja Piechoty (III Rzesza). W wyniku trwającego do 24 marca oblężenia oraz grabieży dokonywanych przez żołnierzy radzieckich w pierwszym tygodniu po jego zakończeniu zniszczeniu uległo około 40% miasta.
- Koźle – 20 marca 1945, Armia Czerwona zajęła Koźle, a zniszczone zostały takie budynki jak ratusz, synagoga i kościół ewangelicki.
- Nysa – 23 marca 1945, zniszczonych zostało wiele budynków, m.in. Dom Wagi Miejskiej oraz gotycka wieża ratuszowa, najwyższa budowla miasta. Ogółem zniszczeniu uległo ok. 60% zabudowy miasta.
- Żory - 24 marca 1945, zniszczeniu uległo 80% zabudowy miasta.
- Rybnik - 26 marca 1945, zniszczeniu uległo 25% zabudowy miasta.
- Wodzisław Śląski 26 marca 1945, zniszczenia wyniosły 80% zabudowy miasta.
- Racibórz - 31 marca 1945, zniszczenia wyniosły 85% zabudowy miasta.
- Opawa - 22–24 kwietnia 1945, znaczna część miasta uległa uszkodzeniu bądź zniszczeniu.
- Głuchołazy – 9 maja 1945, od 24 marca linia frontu aż do końca wojny, czyli do 8 maja 1945 r. przebiegała wzdłuż rubieży: Biała Nyska – Bodzanów – Głuchołazy, pozostawiając wojska rosyjskie w odległości ok. 3 km na wschód od Głuchołaz, za Nowym Lasem i Charbielinem. Żołnierze Wehrmachtu mieli rozkaz wysadzania za sobą wszystkich mostów. Niemieckie oddziały wycofały się z Głuchołaz 9 maja, dzień po kapitulacji III Rzeszy[potrzebny przypis].

## Literatura
- Kazimierz Popiołek, Historia Śląska od zarania dziejów do 1945 roku.
- Praca W. Kiełkowskiego Wyzwolenie Śląska Cieszyńskiego
- A. Greczko Przez Karpaty
- K. Moskalenko Uderzenie za uderzeniem
- Paweł Newerla: Dzieje Raciborza i jego dzielnic. Racibórz: Wydawnictwo i Agencja Informacyjna WAW, 2008. ISBN 978-83-89802-73-6. (pol.). Brak numerów stron w książce
- Norbert Mika: Dzieje ziemi raciborskiej. Kraków: Avalon, 2010. ISBN 978-83-7730-003-9. (pol.). Brak numerów stron w książce
- Blasius Hanczuch, Ronald Mrowiec, Piotr Sput: Koniec wojny w Raciborzu i na Raciborszczyźnie. Racibórz: Wydawnictwo i Agencja Informacyjna WAW, 2007. ISBN 978-83-89802-34-7. Brak numerów stron w książce (pol. • niem.)
- Grzegorz Wawoczny: Tajemnice ziemi raciborskiej. Racibórz: Wydawnictwo i Agencja Informacyjna WAW, 2003. ISBN 83-917453-7-6. (pol.). Brak numerów stron w książce